# SPRY1
SPRY1 (англ. Sprouty RTK signaling antagonist 1) – білок, який кодується однойменним геном, розташованим у людей на короткому плечі 4-ї хромосоми.  Довжина поліпептидного ланцюга білка становить 319 амінокислот, а молекулярна маса — 35 122.
| 10         |  | 20         |  | 30         |  | 40         |  | 50         |
| ---------- |  | ---------- |  | ---------- |  | ---------- |  | ---------- |
| MDPQNQHGSG |  | SSLVVIQQPS |  | LDSRQRLDYE |  | REIQPTAILS |  | LDQIKAIRGS |
| NEYTEGPSVV |  | KRPAPRTAPR |  | QEKHERTHEI |  | IPINVNNNYE |  | HRHTSHLGHA |
| VLPSNARGPI |  | LSRSTSTGSA |  | ASSGSNSSAS |  | SEQGLLGRSP |  | PTRPVPGHRS |
| ERAIRTQPKQ |  | LIVDDLKGSL |  | KEDLTQHKFI |  | CEQCGKCKCG |  | ECTAPRTLPS |
| CLACNRQCLC |  | SAESMVEYGT |  | CMCLVKGIFY |  | HCSNDDEGDS |  | YSDNPCSCSQ |
| SHCCSRYLCM |  | GAMSLFLPCL |  | LCYPPAKGCL |  | KLCRRCYDWI |  | HRPGCRCKNS |
| NTVYCKLESC |  | PSRGQGKPS  |  |            |  |            |  |            |

A: Аланін

C: Цистеїн

D: Аспарагінова кислота

E: Глутамінова кислота

F: Фенілаланін

G: Гліцин

H: Гістидин

I: Ізолейцин

K: Лізин

L: Лейцин

M: Метіонін

N: Аспарагін

P: Пролін

Q: Глутамін

R: Аргінін

S: Серин

T: Треонін

V: Валін

W: Триптофан

Кодований геном білок за функцією належить до білків розвитку. 
Задіяний у такому біологічному процесі як ацетиляція. 
Локалізований у цитоплазмі, мембрані.